# Winona, Texas
Winona là một thị trấn thuộc quận Smith, tiểu bang Texas, Hoa Kỳ. Năm 2010, dân số của thị trấn này là 576 người.

## Dân số
- Dân số năm 2000: 582 người.
- Dân số năm 2010: 576 người.